# Юліана Бестерс-Ділґер
Юліана Бе́стерс-Ді́лґер (нім. Juliane Besters-Dilger; нар. 27 серпня 1952, м. Бенсберг, ФРН) — австрійська славістка. Доктор філологічних наук (1990). Професор Віденського університету (1994).

## Життєпис
Закінчила Фрайбурзький університет (1977). Працювала завідувачем кафедри славістики у Фрайбурзькому університеті (1976—1985); науковий співробітник, старший науковий співробітник Німецької академії наук у Берліні (1987—1990); у французькому центрі Фрайбурзького університету (1990—1994); від 1994 — професор Віденського університету, завідувач кафедри східнослов'янських мов та літератур.
Юліана Бестерс-Ділґер досліджує питання українського та російського мовознавства: граматику, історію літературної мови, стилістику, соціолінгвістику.
З її ініціативи від 1997 у Віденському університеті започатковано курс україністики. Учасниця 2-го Міжнародного конгресу українознавців, літніх австрійсько-українських університетів (Львів, 1996, 1998), багато робить для розвитку україністики в німецькомовних країнах, піднесення престижу української культури, підготовки молодих науковців.

## Праці
- Ukrainische Elemente in den Übersetzungen Andrej Michajlovitsch Kurbskijs // 3-й Міжнар. конгрес україністів. Мовознавство. Х., 1996;
- Die Rezeption der russishen Sprachen-politik in der Ukraine und in Weiss-Russland // Wechselbeziehungen zwischen Slawischen Sprachen, Literaturen und Kulturen in Vergangenheit und Gegenwart. Innsbruck, 1996.